# Break It/Get Myself Back
「Break It / Get Myself Back」（ブレイク・イット／ゲット・マイセルフ・バック）は、日本の元女性歌手、安室奈美恵の単独名義では36作目のシングル。

## 解説
9thアルバム『PAST < FUTURE』に続く、2010年唯一のシングル。前作から約1年4ヶ月ぶりにリリース。「WILD/Dr.」に引き続き、両A面シングルとなっている。
DVDには、-BONUS CONTENTS-として安室奈美恵の作品初となるMVメイキング映像を収録。
「Break It」は、「WILD」に引き続きコカ・コーラ ゼロのCMソングに起用された。MVに登場するオートバイはスズキ・バイプレーンである。
「Get Myself Back」は、ポジティブムード漂うミディアムナンバー。MVは、デビュー以来初となる彼女の故郷の沖縄で撮影された。この曲で「Hide & Seek」以来3年ぶりの『ミュージックステーション』出演を果たした。『ミュージックステーション』へはこれが最後の出演となっている。

## 収録曲
全作詞・全作曲・全編曲：Nao'ymt

### CD
1. Break It
2. Get Myself Back
3. Break It (Instrumental)
4. Get Myself Back (Instrumental)

### DVD
1. Break It (Music Video)
ディレクター：久保茂昭 / 振付：TETSUHARU
2. Get Myself Back (Music Video)
ディレクター：久保茂昭

-BONUS CONTENTS-
1. Break It (Making Video)
2. Get Myself Back (Making Video)

## タイアップ
Break It
- 日本コカ・コーラ「コカ・コーラ ゼロ」CMソング

Get Myself Back
- レコチョクCMソング